# American Top Team
American Top Team (ATT) — американский клуб бойцов смешанного стиля (ММА), один из ведущих клубов в подготовке бойцов смешанных боевых искусств. Команда была основана бывшими членами бразильской Top Team, Рикардо Либорио (англ. Ricardo Liborio), Маркусом Силвейра (англ. Marcus Silveira) и Марсело Силвейра (англ. Marcelo Silveira). Основная академия ATT находится в Coconut Creek, штат Флорида, но филиалы расположены на всей территории Соединенных Штатов. ATT собрала профессиональных бойцов, которые соревновались во многих крупных акциях, таких как Ultimate Fighting Championship (UFC), PRIDE Fighting Championships, Dream, К-1, Strikeforce, Bellator.
В 2017 году ATT также стала участвовать в рестлинге, и ее бойцы выступали в составе группировки American Top Team на шоу Impact Wrestling, Major League Wrestling и All Elite Wrestling.

## История основания
В 2001 году Рикардо Либорио покинул бразильский Top Team, и в 2002 году основал ATT с Дэном Ламбертом в качестве партнера. Дэн оказывал финансовую поддержку, в то время как Рикардо сформировал небольшую группу бразильских бойцов, чтобы присоединиться к нему в Coconut Creek. За пять лет штаб-квартира ATT выросла до 1900 м², и на данный момент насчитывает 20 филиалов и несколько партнерских спортивных залов по всей стране.

## Известные бойцы
В American Top Team тренируются такие бойцы, как:
- Дастин Пуарье
- Колби Ковингтон (бывший)
- Хорхе Масвидаль
- Робби Лоулер (бывший)
- Эктор Ломбард
- Марк Хант
- Денис Кан
- Бобби Лэшли
- Джеф Монсон
- Тайрон Вудли
- Мариуш Пудзяновский
- Шахбулат Шамхалаев
- Йоэль Ромеро
- Дуглас Лима
- Гловер Тейшейра
- Муслим Салихов
- Эдсон Барбоза
- Мовсар Евлоев
- Йоанна Енджейчик
- Алексей, Олейник
- Омари Ахмедов
- Пётр Ян
- Жалгас Жумагулов
- Довлетджан Ягшимурадов[3]